# Mer et Marine
Mer et Marine est une revue en ligne et un site Web francophone consacré à l'actualité de la mer et de la marine, qu'elle soit civile ou militaire. Accessible en partie gratuitement, il est la propriété, à 100 %, du groupe Télégramme.

## Historique
Le site a été fondé en mai 2005, par des journalistes spécialisés menés par Vincent Groizeleau et la société GLCDK Media, pour rendre compte de l'actualité maritime sous toutes ses facettes : civile, militaire, industrielle, sportive, plaisance, nautisme, etc. Il appartient au Groupe Télégramme qui publie Le Télégramme de Brest.
Après quelques années de fonctionnement, il est devenu un site de référence dans le monde maritime francophone.